# Circondario di Bafoulabé
Il circondario di Bafoulabé è un circondario del Mali facente parte della regione di Kayes. Il capoluogo è Bafoulabé.

## Geografia antropica

### Suddivisioni amministrative
Il circondario di Bafoulabé è suddiviso in 13 comuni:
- Bafoulabé
- Bamafélé
- Diakon
- Diallan
- Diokéli
- Gounfan
- Kontéla
- Koundian
- Mahina
- Niambia
- Oualia
- Sidibéla
- Tomora